# Chukanedi
Chukanedi /=bush people, grass people,/ jedan od klanova Huna Indijanaca (kolušansko pleme) s južne Aljaske, koji pripada fratriji (bratstvu) Wolf. U prošlosti su bili na nižoj društvenoj ljestvici. Njohov amblem je bio morsko prase, manji sisar srodan kitovima i dupinima, a pripada porodici Phocoenidae.
današnji klan Chookaneidí sastoji se od segmenata Naanaa Hít (Up The Bay House), Xáatl Hít (Iceberg House), Xóots Saagi Hít (Brown Bear's Nest H.), Wandaa Hít (Around The Edge H.), Xóots Hít (Brown Bear House), Yan Wulihashi Hít (Drifted Ashore H.), Aan Eegayaak Hít (Iceberg On The Beach House), Shux'aa Xaay Hít (First Yellow Cedar H.), Kadakw.ádi, Xáay Hít (Yellow Cedar House).